# Международна асоциация на студентите по история
Международната асоциация на студентите по история (на английски: International Students of History Association, съкр. ISHA) е международна неправителствена организация със седалище в Цюрих.
Работи основно в Европа. Целите на ISHA са да насърчи общуването и да осигури платформа за общуване между студентите по история и учени на международно ниво.
ISHA е основана в Будапеща през 1990 г. благодарение на инициативата на унгарски студенти по история, които след падането на Желязната завеса желаят да установят връзки със своите колеги в Западна Европа. Понастоящем членовете на ISHA включват повече от 25 секции в близо 20 европейски страни, както и наблюдатели и асоциирани членове. Самата ISHA е асоцииран член на European Students' Union (ESU). Освен това ISHA тясно си сътрудничи с редица академични организации, сред които European History Network и EUROCLIO, Европейската организация за историческо образование.

## Дейности
По време на академичната година различни секции се редуват в организирането на семинари и на Годишна конференция. Тези събития траят обикновено между пет и седем дни и включват между 30 до 50 (при Годишна конференция – до 100) студенти-участници от цяла Европа. Събитията включват работилници, дискусии, лекции и презентации на различни теми, но също предлагат културна програма с посещения на забележителности и екскурзии. Свободното време и вечерните събития в семинарите насърчават неформалното общуване между участниците и създават възможност те да разширят своя културен светоглед.
Минали конференции
| Година | Град       | Страна      | Име                                                                                  |
| ------ | ---------- | ----------- | ------------------------------------------------------------------------------------ |
| 1990   | Будапеща   | Унгария     | The European Paradigm                                                                |
| 1991   | Печ        | Унгария     | People on the move: Migration                                                        |
| 1992   | Хелзинки   | Финландия   | Gender and History                                                                   |
| 1993   | Тур        | Франция     | What does it mean to be Europe                                                       |
| 1994   | Утрехт     | Нидерландия | History of Daily Life                                                                |
| 1995   | Майнц      | Германия    | History and Propaganda                                                               |
| 1996   | Виена      | Австрия     | Man and Nature                                                                       |
| 1997   | Вроцлав    | Полша       | Religion and History                                                                 |
| 1998   | Хелзинки   | Финландия   | Revolution!?                                                                         |
| 1999   | Хайделберг | Германия    | Enemies and Feinbilder                                                               |
| 2000   | Загреб     | Хърватия    | The 20th Century                                                                     |
| 2001   | Вилнюс     | Литва       | Minorities                                                                           |
| 2002   | Неймеген   | Нидерландия | Expanding Horizons                                                                   |
| 2003   | Хелзинки   | Финландия   | Who owns the Past?                                                                   |
| 2004   | Пула       | Хърватия    | Trade and Communication                                                              |
| 2005   | Охрид      | Македония   | Religion in History                                                                  |
| 2006   | Утрехт     | Нидерландия | Ideologies through History                                                           |
| 2007   | Турку      | Финландия   | Popular culture and History                                                          |
| 2008   | Делфт      | Нидерландия | Facets of power                                                                      |
| 2009   | Загреб     | Хърватия    | Turning points in History                                                            |
| 2010   | Хелзинки   | Финландия   | Integration throughout History                                                       |
| 2011   | Пула       | Хърватия    | East and West: Bridging the Differences                                              |
| 2012   | Йена       | Германия    | Identities in Transition                                                             |
| 2013   | Льовен     | Белгия      | Migrations                                                                           |
| 2014   | Будапеща   | Унгария     | Images of the Other: Relations between Western and Central-Eastern Europe in History |
| 2015   | Букурещ    | Румъния     | Local vs. Global: A transnational perspective on history                             |

През 2009 – 10 г., ISHA участва в проекта „Connecting Europe through History – Experiences and Perceptions of Migration in Europe“, заедно с EUROCLIO и Europaeum, организация на десетте водещи европейски университета.

## Carnival
От 1999 г. ISHA публикува собствено списание, Carnival, в което студентите могат да публикуват свои собствени статии. Carnival е годишно издание и е отворено за публикации от всички студенти по история и свързани с нея науки (не само членове на ISHA).

## Структура
Органите на ISHA са:
- Общо събрание (General Assembly – GA), което действа като парламент на асоциацията. То се състои от секциите-членове и наблюдатели, но само първите имат право на глас. То решава въпроси по политиката на огрганизацията, промяна на правилата, изработва нови и избира длъжностните лица в асоциацията.
- Международен борд (International Board – IB), който е изпълнителният орган на ISHA. Той се състои от четирима членове: президент, вицепрезидент, секретар и касиер, които прилагат решенията на Общото събрание.
- Съвет, който оказва помощ на Борда в изпълнение на задачите, свързани с дейността на ISHA.
- Комитет на Касата, който се състои от двама членове и има задачата да следи приходите и разходите на асоциацията по време на мандата си.
- Главен редактор, който е отговорен за годишното издание на Carnival.
- Уебсайт-администратор, който поддържа сайта на ISHA.

## Списък на секциите (към 2015 г.)
| Страна               | Секции                                          |
| -------------------- | ----------------------------------------------- |
| Австрия              | Грац, Виена                                     |
| Белгия               | Льовен                                          |
| България             | София                                           |
| Хърватия             | Осиек, Пула, Загреб                             |
| Кипър                | Никозия                                         |
| Чехия                | Прага, Оломоуц                                  |
| Финландия            | Хелзинки, Турку                                 |
| Франция              | Сент-Етиен                                      |
| Германия             | Берлин, Йена, Марбург                           |
| Унгария              | Будапеща                                        |
| Гърция               | Солун                                           |
| Исландия             | Рейкявик                                        |
| Италия               | Болоня, Рим, Триест-Копер (секция-близнак)      |
| Литва                | Вилнюс                                          |
| Косово               | Косовска Митровица                              |
| Македония            | Скопие                                          |
| Нидерландия          | Неймеген, Утрехт                                |
| Румъния              | Букурещ                                         |
| Сърбия               | Белград                                         |
| Ирландия             | Голуей                                          |
| Полша                | Варшава                                         |
| Словакия             | Банска Бистрица                                 |
| Словения             | Любляна, Марибор, Триест-Копер (секция-близнак) |
| Швейцария            | Цюрих                                           |
| Обединеното кралство | Лондон, Единбург, Кент (Кентърбъри)             |

## ISHA Sofia
Секцията на ISHA в София е основана през 2008 г. от студентите на Софийски университет „Св. Климент Охридски“ Димитър Вълчев, Боряна Антонова и Константин Голев. Секцията е била организатор на две ISHA-събития: есенният семинар на ISHA през 2010 на тема „Съюзите в историята“, както и уикенд-семинар през пролетта на 2014 на тема „Конфликтните ситуации и техните последствия“.